# Klangstof
Klangstof is een Nederlands-Noorse indierockband bestaande uit Koen van de Wardt, Wannes Salome, Erik Buschmann en Jobo Engh. De band heeft zijn basis in Amsterdam en heeft een platencontract met Mind of a Genius Records.

## Geschiedenis
Koen van de Wardt (geboren 30 mei 1992) groeide op in een afgelegen omgeving in Noorwegen, waar hij zichzelf leerde gitaarspelen en opnemen. Nadat hij in 2013 naar Amsterdam was verhuisd om zich aan te sluiten bij de Nederlandse indieband Moss, begon hij tevens muziek uit te brengen onder de naam Klangstof.

## Naam
Klangstof is een combinatie van het Noorse woord voor "timbre" (klang) en het Nederlandse woord "stof".

## Discografie

### Studioalbum
- Close Eyes to Exit (2016)
- The Noise You Make Is Silent (2020)
- Godspeed to the Freaks (2022)

De nummers Hostage, We are your receiver, Amansworld en Island van de debuutplaat werden uitgegeven als single.